# Hòa Hảo
Hòa Hảo (wymowaⓘ) – buddyjski ruch religijny praktykowany głównie w południowym Wietnamie. Ruch został zapoczątkowany w 1939 roku przez Huỳnh Phú Sổ, uważanego przez wyznawców Hòa Hảo za Oświeconego, który zstąpił na ziemię by uchronić ludzkość od cierpienia.
Obrzędowość Hòa Hảo odrzuca wystawność ceremonii, zalecając w zamian skromność i kładzie nacisk na rozwój wewnętrzny. Wyznawcy zanoszą modlitwy przed domowymi ołtarzykami dwa razy dziennie rano i wieczorem. Ponadto w Hòa Hảo cenionymi wartościami są patriotyzm, gotowość obrony ojczyzny, pomoc biednym, a wśród zawodów obdarzanych szczególnym szacunkiem jest praca na roli.
Szacuje się, że Hòa Hảo praktykowane jest przez blisko 2 miliony buddystów wietnamskich, zwłaszcza w obszarze delty Mekongu.